# Guayabo Dulce
Guayabo Dulce es un barrio ubicado en el municipio de Adjuntas en el estado libre asociado de Puerto Rico. En el Censo de 2010 tenía una población de 140 habitantes y una densidad poblacional de 19,14 personas por km².

## Geografía
Guayabo Dulce se encuentra ubicado en las coordenadas 18°12′18″N 66°49′26″O / 18.20500, -66.82389. Según la Oficina del Censo de los Estados Unidos, Guayabo Dulce tiene una superficie total de 7.31 km², de la cual 6.97 km² corresponden a tierra firme y (4.64%) 0.34 km² es agua.

## Demografía
Según el censo de 2010, había 140 personas residiendo en Guayabo Dulce. La densidad de población era de 19,14 hab./km². De los 140 habitantes, Guayabo Dulce estaba compuesto por el 94.29% blancos y el 5.71% eran afroamericanos. Del total de la población el 99.29% eran hispanos o latinos de cualquier raza.